# Isenburg-Meerholz

Isenburg-Meerholz

Isenburg-Meerholz fu una Contea del Sud dell'Assia, in Germania. Venne creata dalla partizione dell'Isenburg-Büdingen nel 1673, e passò all'Isenburg nel 1806. 

## Conti di Isenburg-Meerholz (1673 - 1806)
- Giorgio Alberto (1673 - 1806)
- Carlo Federico (1724 - 1774)
- Giovanni Federico Guglielmo (1774 - 1802)
- Carlo Luigi Guglielmo (1802 - 1806)